# Master Gunnery Sergeant

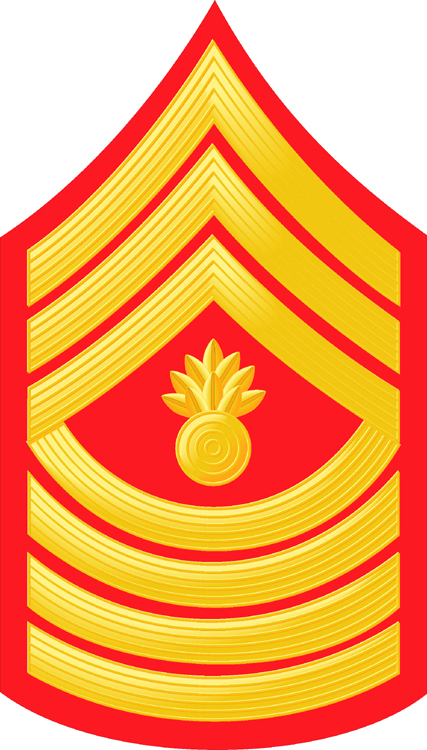
Oberarmabzeichen MGySgt

Master Gunnery Sergeant ist der dritthöchste Dienstgrad für Unteroffiziere im United States Marine Corps.
Der Grad ist faktisch gleichgestellt mit den formell höheren Rängen Sergeant Major und Sergeant Major of the Marine Corps und gehört wie diese zur Soldgruppe E-9. Der NATO-Rangcode ist OR-9. Im Gegensatz zu den Sergeant Majors handelt es sich bei den Master Gunnery Sergeants um technische Unteroffiziere oder um Unteroffiziere, die im Bereich der Operationsführung oder des Ausbildungswesens eingesetzt sind (S3 Abteilungen bzw. FGG 3 in den Bataillonen, Verbänden und höheren Kommandobehörden).